# 光復路 (高雄市)
光復路（Guangfu Rd.）為高雄市鳳山區至苓雅區的東西向重要道路，起端於經武路，末於端中山西路口接建國一路（為Y字路口）。

## 行經行政區域
（由東至西）
- 鳳山區
- 苓雅區

## 分段
光復路共分為三段：
- 光復路：東起於經武路口，西於五權路口接一段。
- 一段：東於五權路口接光復路，西於青年路二段口接二段。
- 二段：東於青年路二段口接一段，西止於中山西路口接建國一路。

## 沿線設施
（由東至西）
- 光復路、一段
  - 邱正義婦產科
  - 國泰人壽鳳山營業處
  - 鳳山私立信展老人養護中心
  - 全聯福利中心鳳山光復店
  - 台灣銀行鳳山分行
  - 財政部高雄國稅局鳳山分局
  - 鳳邑新復寺

- 二段
  - 高雄市政府社會局婦幼青少年館
    - 鳳山區婦幼青少年館圖書館

  - 鳳山高中
  - 高雄市政府鳳山行政中心
    - 鳳山行政中心郵局（鳳山行政中心內）

  - 高雄市政府警察局鳳山分局忠孝派出所

## 公車資訊
- 高雄客運
  - 8021 高雄客運鳳山站－彌陀國小
  - 8048 捷運都會公園站－楠梓－鳳山－屏東轉運站
  - 8049 崗山頭－岡山－楠梓－澄清湖－高雄客運鳳山站
- 南台灣客運
  - 248 建軍站－鼓山輪渡站
- 東南客運
  - 橘7A 建軍站（捷運衛武營站）－舊鐵橋濕地－大樹區公所（經鳳山高中、婦幼館）
  - 橘7B 建軍站（捷運衛武營站）－大樹區公所－佛陀紀念館（經鳳山高中、婦幼館）
- 港都客運
  - 紅21 建軍站（捷運衛武營站）－捷運三多商圈站（只經高雄市政府鳳山行政中心）
  - 橘8 建軍站（捷運衛武營站）－鳳山車站－鳳山轉運站（捷運大東站）－過埤派出所
- 義大客運（經鳳山高中、婦幼館）
  - 8504 義大世界－鳳山轉運站（捷運大東站）－黃埔公園

## 公共自行車
- 高雄市公共自行車租賃系統：
  - 鳳山行政中心東側：澄清路/光復路二段口西北側
  - 鳳山高中(文建街)：光復路二段/文建街(西北側)
  - 青年公園：光復路二段1號(對側)